# Jysi Liro
Johan Ivar (Jysi) Liro (före 1906 Lindroth), född 19 oktober 1872 i Sibbo, död 16 september 1943 i Helsingfors, var en finländsk botaniker. 
Liro blev student 1894, filosofie licentiat 1903 och filosofie doktor 1907. Han var lärare i naturvetenskaper vid Evois forstinstitut i Lampis 1902–1908, blev 1909 adjunkt i växtfysiologi vid Helsingfors universitet och dess agrikultur-ekonomiska sektion och 1921 extra ordinarie professor i växtbiologi och växtpatologi där. Samma år utnämndes han till professor i botanik vid Åbo universitet, men avgick snart och stannade kvar i sin tidigare befattning, vilken han innehade intill 1940. 
Liro koncentrerade sig på studiet av parasitsvamparna, särskilt rost- och sotsvamparna, och behandlade deras systematik och utbredning. Han gjorde intressanta kulturförsök till utredande av dessa svampars förhållande till olika värdväxter. Genom många skrifter på finska språket spred han kunskap om växtsjukdomar och deras bekämpande.
Auktorsnamnet Liro kan användas för Jysi Liro i samband med ett vetenskapligt namn inom botaniken; se Wikipediaartiklar som länkar till auktorsnamnet.

## Utmärkelser
- Kommendörstecknet av Finlands Vita Ros’ orden,  1932[1]

[Redigera Wikidata]